# 瑞士白鮭
瑞士白鮭，為輻鰭魚綱鮭形目鮭科的一種，為溫帶淡水魚，分布於歐洲瑞士祖格湖、Vierwaldstätter湖流域，深度20-80公尺，體長可達20公分，棲息在底中層水域，以浮游動物及昆蟲幼蟲為食，生活習性不明。